# Louis Pasteur
Louis Pasteur (Dole, 27 de desembre 1822 – Villeneuve-l'Étang, Marnes-la-Coquette, 28 de setembre 1895), fou un microbiòleg i químic francès. Fou conegut per la seva demostració de la teoria del germen d'una malaltia i les seves tècniques de desenvolupament i d'inoculació, més notablement el primer vaccí contra la ràbia; tanmateix, també feu una descoberta essencial en el camp de química, sobre la polarització de la llum per molècules asimètriques.

## Biografia

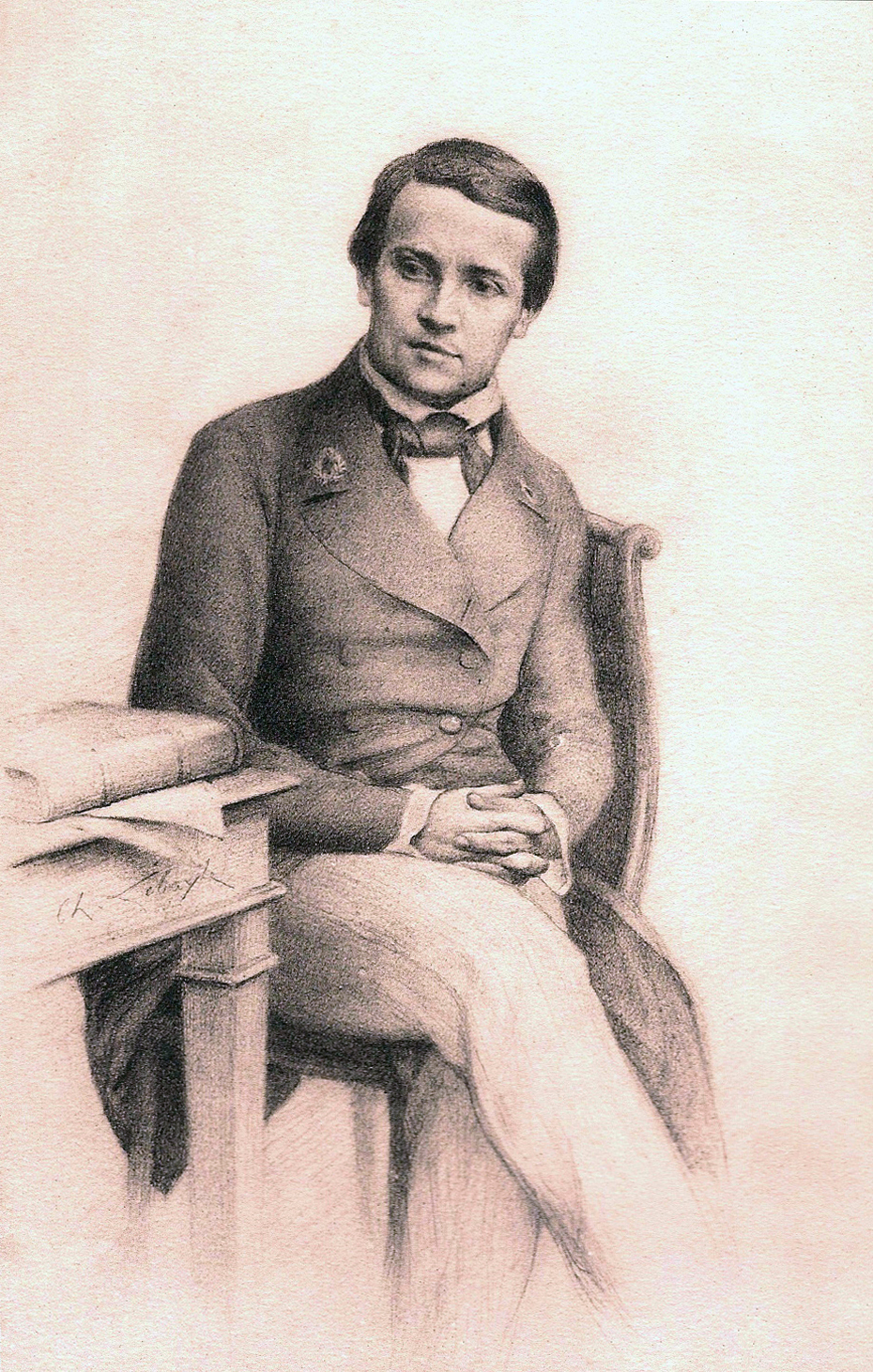
Louis Pasteur el 1845
Dibuix de Charles Lebayle

Louis Pasteur va néixer el 27 de desembre de 1822. a Dole. El seu pare, després d'haver estat sergent a l'exèrcit napoleònic, va reprendre la professió familiar d'adober. Els seus pares eren Jean Joseph i Jeanne Pasteur i les seves germanes eren Virginie, Josephine i Emilie Pasteur. Emilie tenia una malaltia que li produïa un retard mental i tenia la ment d'un nen de cinc anys. El 1825 la família va deixar Dole per a anar a Marnoz, per finalment instal·lar-se a Arbois el 1830. El jove Pasteur va seguir a Arbois els cursos d'ensenyament mutu després va entrar al col·legi de la ciutat. És en aquesta època que es va fer conèixer per als seus talents de pintor; d'altra banda va fer nombrosos retrats de membres de la seva família i dels habitants de la petita ciutat.

### Formació
L'octubre de 1838, va deixar Arbois per a la Institució Barbet a París per a preparar-se al batxillerat després d'un concurs. Tanmateix, deprimit per aquesta nova vida, va abandonar aquesta idea, se'n va anar de París i va acabar el seu any escolar 1838-1839 al Col·legi d'Arbois. A l'inici de 1839, va continuar els seus estudis al col·legi reial de Franche-Comté, a Besançon. El 1840, va obtenir el batxillerat de lletres i el 1842, després d'un suspens en el batxillerat de ciències matemàtiques, Pasteur va tornar de nou a París i va ser admès a l'École Normale Supérieure el 1843. Més tard va ser alumne de Jean Baptiste Boussingault al Conservatori nacional d'arts i oficis.

### Matrimoni i descendència
Es va casar el 1849 amb Marie Laurent, la filla del rector de la facultat d'Estrasburg. Van tenir quatre fills: Jeanne, nascuda el 1850 i morta el 1859; Jean Baptiste, nascut el 1851; Adèle, nascuda el 1853 i morta el 1866 i Marie-Louise, nascuda el 1858. Finalment va morir al 28 de setembre de 1895, als 72 anys.

## Carrera

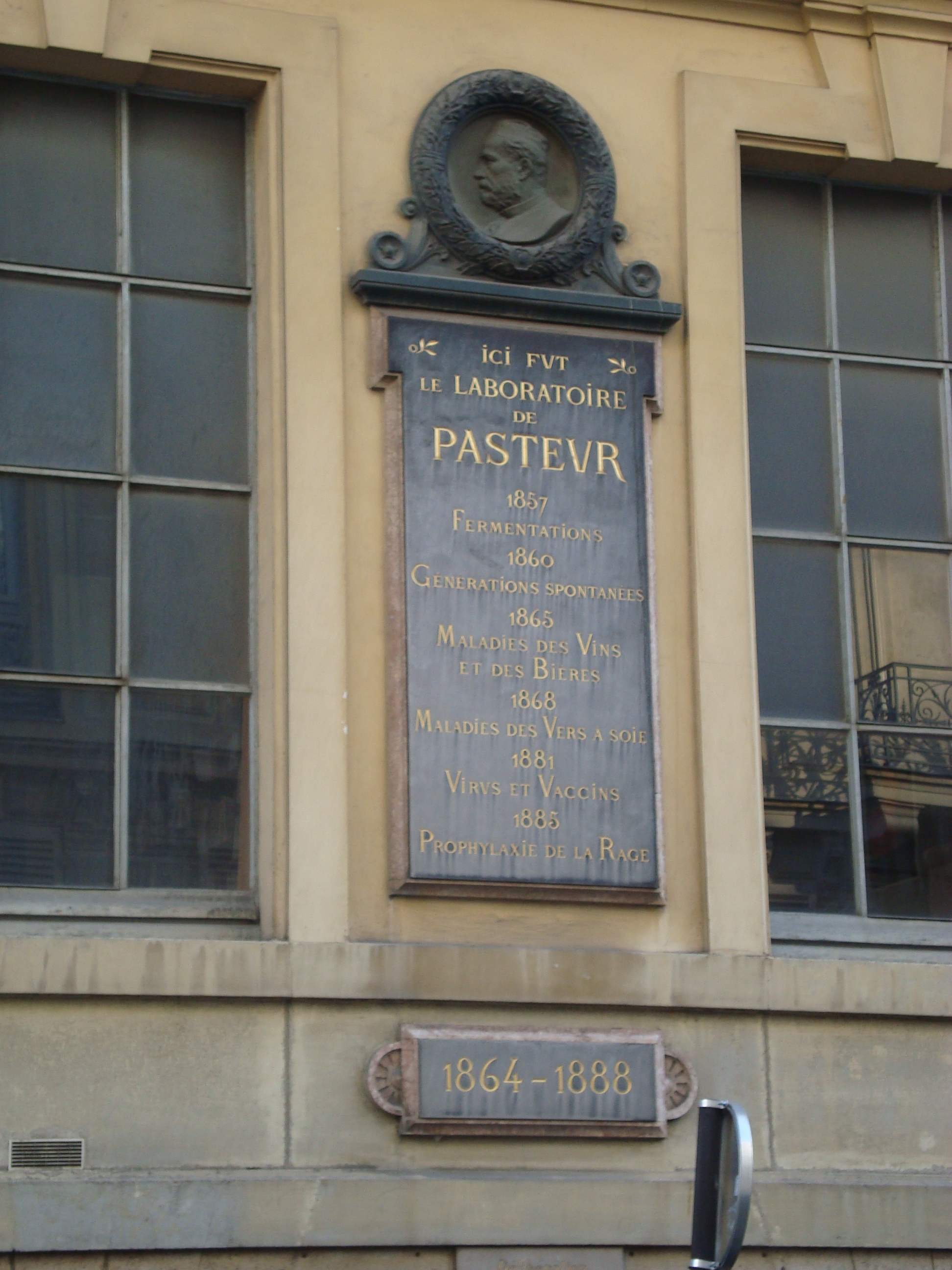
Placa commemorativa del laboratori de Pasteur a l'ENS, rue d'ulm a París

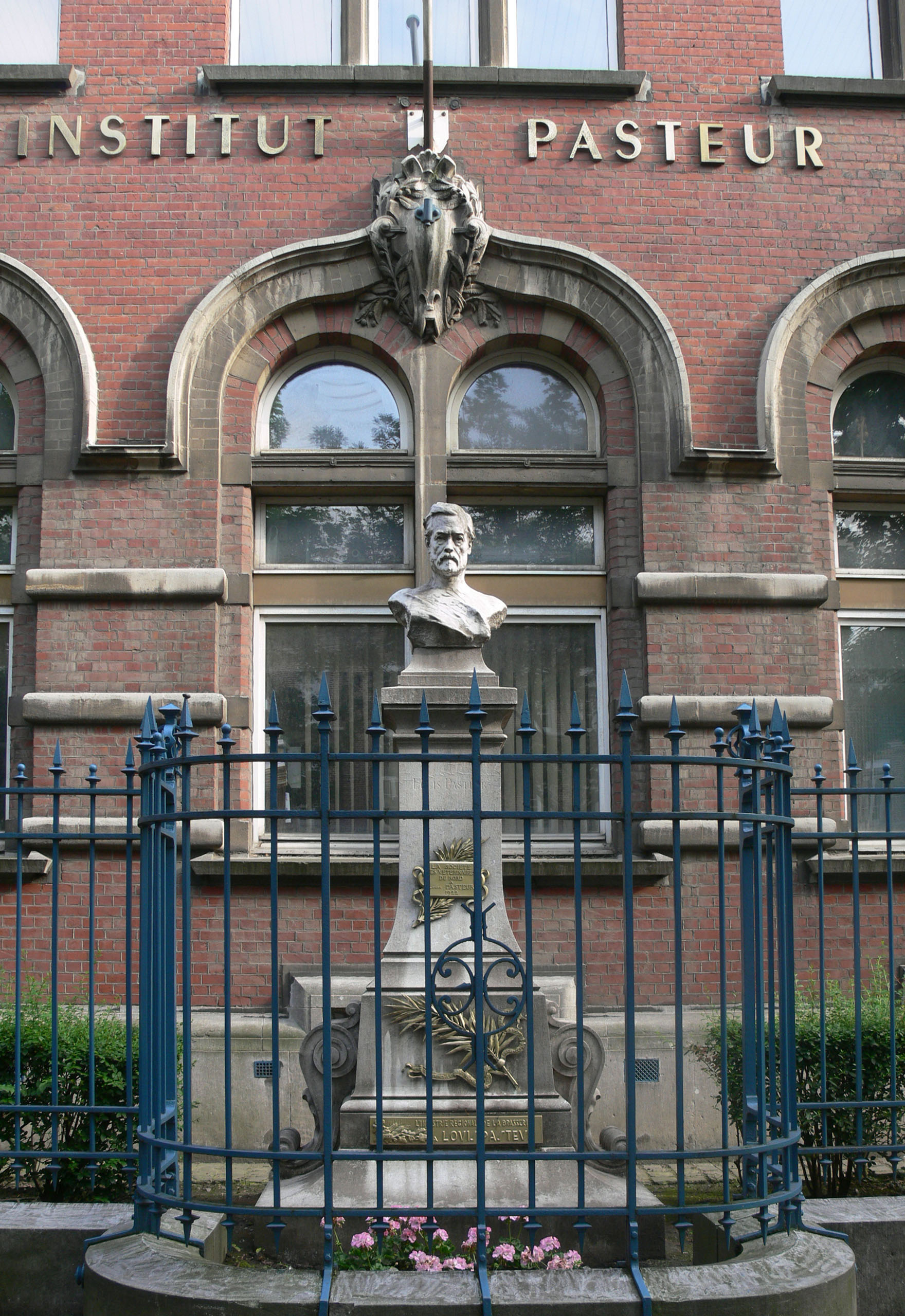
Institut Pasteur de Lille, inaugurat el 1899

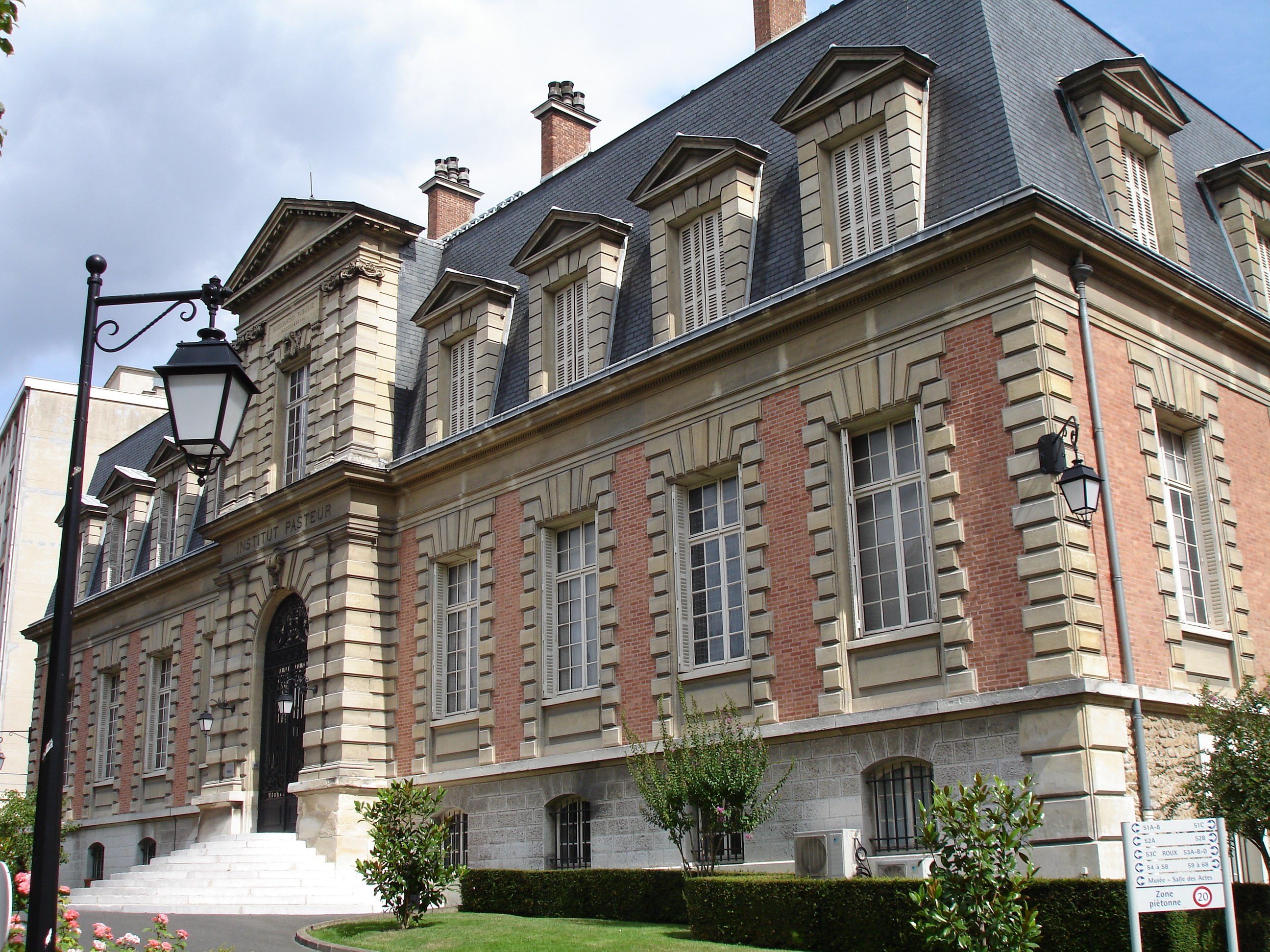
Edifici més antic de l'Institut Pasteur a París. La tomba de Pasteur està sota el porxo de l'entrada, a la cripta

En el Magisteri, Pasteur va estudiar química i física, així com cristal·lografia. Es va fer professor-preparador de química i va presentar el 1847 a la facultat de Ciències de París la tesi de doctorat en ciències físiques Els seus treballs sobre la quiralitat molecular li valdrien la Medalla Rumford el 1856.
Va ser professor a Dijon, i després a Estrasburg de 1848 a 1853. El 1853 fou nomenat cavaller de la legió d'Honor.
El febrer de 1854, va rebre un permís remunerat de tres mesos amb l'ajuda d'un certificat mèdic de complaença per tal de tenir temps de fer uns treballs que valdrien el títol de corresponsal de l'Institut. Feu perllongar el permís fins a l'1 d'agost, data del començament dels exàmens. «Li dic al Ministre que aniré a fer els exàmens, per tal de no augmentar els entrebancs del servei. És també per no deixar a un altre una suma de 600 o 700 francs
Va ser nomenat professor de química i degà de la Facultat de ciències de Lilla creada el 1854. Aleshores va pronunciar la frase sovint citada: «En els camps de l'observació, l'atzar no afavoreix més que als esperits preparats». Pasteur, que s'interessava per la fermentació des de 1849, va ser estimulat en aquests treballs per les demandes dels cervesers de Lilla per a millora la conservació de la cervesa. Després de Frédéric Kuhlmann i Charles Delezenne, Pasteur va ser un dels primers a França a establir relacions entre l'ensenyament superior i la indústria química. Els treballs que va realitzar a Lille entre 1854 i 1857 conduïren a la presentació de la seva Memòria sobre la fermentació anomenada làctica a la Societat de Ciències d'Agricultura i Arts de Lille el 8 d'agost de 1857.
El 1857, va ser nomenat administrador encarregat de la direcció dels estudis a l'École Normale Supérieure.
El 1861, Pasteur va publicar els seus treballs que refuten la teoria de la generació espontània. L'Acadèmia de les Ciències li atorgà el Premi Jecker per les seves investigacions sobre les fermentacions. El 1862 fou elegit a l'Acadèmia de les Ciències en substitució d'Henri Hureau de Senarmont.
El 1865, Dumas l'anomenà membre, amb Claude Bernard i Sainte-Claire Deville, d'una comissió encarregada d'estudiar l'etiologia del còlera. Els tres savis, que van cercar el principi del contagi en l'aire (mentre que John Snow, en un treball publicat el 1855, havia ensenyat que era a l'aigua), no van trobar el microbi, que Pacini havia fet tanmateix conèixer el 1854.
A l'École Normale Supérieure, Pasteur era considerat autoritari tant pels col·legues com pels alumnes i xocà amb nombroses discussions, que l'empenyeren a dimitir, el 1867, de les seves funcions d'administrador. Va rebre una càtedra a La Sorbona i es va crear, a la mateixa escola normal, un laboratori de química fisiològica la direcció del qual li fou confiada.
Els seus estudis sobre les malalties dels cucs de seda, duts de 1865 a 1869, triomfaren sobre la pebrina però no sobre la malaltia dels cucs de seda i no van frena el declivi de la sericicultura. Durant aquest període va tenir un atac cerebral, i una hemiplegia de la qual es va recuperar.
El 1868 va ser promogut comandant de la Legió d'Honor.
La derrota de 1870 i la caiguda de Napoleó III foren un cop terrible per a Pasteur, gran patriota i molt lligat a la dinastia imperial. D'altra banda, estava malalt. L'Assemblea Nacional li votà una recompensa per agrair-li els seus treballs, les conseqüències econòmiques dels quals ja eren considerables.
El 1874, les seves investigacions sobre la fermentació li valgueren la medalla Copley, atorgada per la Royal Society de Londres.
El 1876, Pasteur es va presentar a les eleccions senatorials, però va fracassar. Els seus amics cregueren que finalment pararia per gaudir de la jubilació, però va reprendre les investigacions. Va guanyar a Clermont-Ferrand on va estudiar les malalties de la cervesa amb el seu antic preparador Émile Duclaux, i decideix els seus estudis sobre la fermentació per la publicació d'un llibre: Els Estudis sobre la cervesa (1876)
El 1878 va ser nomenat Gran Oficial de la Legió d'Honor.
El 1881, l'equip de Pasteur posà a punt el vaccí contra el Carboncle dels xais.
El 1882, va ser rebut a l'Acadèmia Francesa. En el seu discurs de recepció, acceptava per a la ciència experimental l'epítet «positivista», en el sentit que aquesta té per a l'àmbit de les causes segones i s'abstingué, per tant, d'especular amb les causes primeres i sobre l'essència de les coses, però va retreure a August Comte i a Littré d'haver volgut imposar aquesta abstenció a tot el pensament humà. Va defensar l'espiritualisme i celebrava «les dues santedats de l'Homme-Dieu», que ell veu reunit en la parella que l'agnòstic Littré formava amb la seva dona cristiana. És en aquest discurs que Pasteur va pronunciar la frase sovint citada: «Els grecs […] ens han llegat una de les paraules més boniques de la nostra llengua, la paraula entusiasme […] un déu interior. »
Va rebre el 29 de desembre de 1883 el mèrit agrícola pels seus treballs sobre els vins i la fermentació.
El 1885, Pasteur no va ser candidat a les eleccions legislatives, mentre que els pagesos de la Beauce, de la qual havia salvat els ramats gràcies a la vacuna contra el carboncle, l'haurien portat sens dubte a la Cambra dels Diputats.
El descobriment de la vacuna antiràbica (1885) li va valer una consagració al món: va rebre nombroses distincions. L'Acadèmia de les Ciències va proposar la creació d'un establiment destinat a tractar la ràbia: l'Institut Pasteur va néixer el 1888.
Va morir el 28 de setembre de 1895. La seva família va decidir enterrar-lo en una cripta de l'Institut Pasteur.

## Treball sobre quiralitat i la polarització de la llum
En el seu primer treball com a químic va resoldre un problema pel que fa a la natura de l'àcid tàrtric (1848). Una solució d'aquest compost derivat d'organismes vius (específicament residus de vi) girava el pla de polarització de la llum que hi passa a través. El misteri era que l'àcid tàrtric que es derivava de la síntesi química no tenia cap efecte, tot i que les seves reaccions eren idèntiques i la seva composició elemental era la mateixa.
Pasteur es va adonar, examinant els cristalls minúsculs d'àcid tàrtric, que aquests tenien dues formes asimètriques que eren imatges especulars l'una de l'altra. Tediosament, va ordenar els cristalls a mà, i va obtenir dues formes d'àcid tàrtric: les solucions d'una forma feien girar llum polaritzada en el sentit de les agulles del rellotge, mentre que l'altra forma feia girar la llum en el sentit contrari. Una combinació igual dels dos no tenia cap efecte sobre la llum polaritzada. Pasteur va deduir correctament que la molècula d'àcid tàrtric era asimètrica, i podia existir en dues formes que s'assemblen l'una a l'altra de la mateixa manera que un guant dret s'assembla a l'esquerre. Era la primera demostració de molècules quirals, una consecució important.
Per la seva tesi doctoral en cristal·lografia va obtenir una posició de professor de química a la Facultat (Universitat) d'Estrasburg. El 1854, fou nomenat degà de la nova Universitat de Ciència a Lilla. El 1857, fou nomenat administrador i director d'estudis científics de l'École Normale Supérieure.

## Teoria microbiana de la malaltia
Louis Pasteur va demostrar que la fermentació és causat pel creixement de microorganismes, i que el creixement de microorganismes en brous de nutrient no és una generació espontània.
Va exposar brous bullits i airejats en vasos que contenien filtres per impedir l'accés a totes les partícules i fins i tot vasos sense cap filtre, admetent aire que passava via un tub llarg i tortuós que no permetria passar la pols de les partícules. Res creixia als brous; per això, va demostrar que els organismes vius que creixien als brous venien de fora, com espores en la pols, i no s'hi generaven pas espontàniament. Així, Pasteur va donar el cop de mort a la teoria de la generació espontània i va confirmar la teoria dels gèrmens.
Abans que Louis Pasteur desenvolupés la seva teoria dels gèrmens, Girolamo Fracastoro, Friedrich Henle i d'altres havien suggerit aquesta teoria, però ell va fer els experiments que clarament en van provar la correcció, i va convèncer molts científics d'Europa que era veritable.
La recerca de Pasteur també mostrà que alguns microorganismes contaminaven les begudes que fermentaven. Amb això, inventà un procés en el qual els líquids com la llet s'escalfaven per matar tots els bacteris i les floridures qu contenen. Ell i Claude Bernard completen la primera prova el 20 d'abril, 1862. Aquest procés fou després conegut com a pasteurització.
La contaminació de begudes portava Pasteur a concloure que els microorganismes infectaven tant animals com humans. Proposava d'evitar l'entrada de microorganismes al cos humà, destacant a en Joseph Lister a desenvolupar mètodes antisèptics en cirurgia.
El 1865, una malaltia anomenada pébrine matava grans nombres de cucs de seda. Pasteur va treballar uns quants anys per demostrar que hi havia un microbi que atacava els ous dels cucs de seda i que n'hi havia prou amb eliminar aquest microbi dins dels criadors de cucs de seda per erradicar la malaltia.
Pasteur també descobria que alguns microorganismes anaeròbics que desenvolupen sense aire o oxigen.

## Immunologia
La seva feina posterior sobre malalties va incloure treballs amb pollastres sobre el còlera. Durant aquest treball, no va aconseguir provocar la malaltia en alguns dels pollastres que havia infectat. En reutilitzar aquests pollastres sans, Pasteur va descobrir que no els podria infectar, ni tan sols amb bacteris frescos: els bacteris debilitats havien provocat la defensa als pollastres i esdevenien immunes a la malaltia, encara que no havien provocat de fet la malaltia. El 1870 va aplicar aquest mètode d'immunització a l'àntrax, que afectava vedells.
La idea d'una forma dèbil de malaltia que provoca immunitat a la versió virulent no era nova: això havia estat conegut molt temps enrere per la verola. Se sabia que la inoculació amb la verola ocasionava molta menys mortalitat que amb la malaltia naturalment adquirida. Edward Jenner també havia descobert que la vaccinació, amb verola vacuna donava immunitat a la verola, i abans del temps de Pasteur, això havia reemplaçat generalment l'ús de material de verola present en la inoculació. La diferència amb el còlera de pollastre i l'àntrax era que la forma debilitada de l'organisme de malaltia havia estat "generada artificialment". Així, no calia aïllar una forma naturalment dèbil del bacteri.
Aquesta descoberta revolucionava el treball en malalties contagioses, i Pasteur donava a aquestes malalties debilitades artificialment el nom genèric de vaccins, per complir la descoberta de Jenner. Pasteur va produir el primer vaccí contra la ràbia desenvolupant el virus en conills i llavors debilitant-lo assecant el teixit nerviós afectat. Aquest vaccí s'utilitzà primer del noi de nou anys, Joseph Meister, el 6 de juliol de 1885, després que el noi fos atacat per un gos rabiós. Això es feia amb risc personal per a Pasteur, perquè no tenia llicència per a exercir de metge i es podria haver encarat amb un judici per tractar el noi. Afortunadament, el tractament va ser un èxit espectacular, ja que Meister va evitar la malaltia; així, Pasteur es va aclamar com un heroi i la qüestió legal no es va aplicar. L'èxit del tractament va establir els fonaments per a la fabricació de molts altres vaccins. El principis de l'Institut Pasteur fou construït sobre la base d'aquesta consecució.

## Pasteur, la religió catòlica i l'eutanàsia
Al pas del segle xix i al xx l'apologètica catòlica va atribuir voluntàriament a Pasteur la frase «Quan s'ha estudiat bé, es torna a la fe del camperol bretó. Si jo hagués estudiat més, tindria la fe dels camperols bretons».
El 1939 (el període d'entreguerres va ser l'apogeu de la Unió racionalista), Pasteur Vallery-Radot, net de Louis Pasteur, va fer aquest aclariment: «Mon pare sempre va cuidar de dir, i ma mare també, per descomptat, que Pasteur no era practicant. Si s'obre La vida de Pasteur, es veu que mon pare parla de l'espiritualitat i no del catolicisme de Pasteur. Recordo perfectament la irritació de mon pare i ma mare, quan algun sacerdot, es permet atribuir aquestes paraules que ell mai va dir: "Tinc la fe d'un carboner Breton. […]. Tota la literatura que s'ha escrit sobre el pretés catolicisme de Pasteur és absolutament fals.»
El 1994-1995, Maurice Vallery-Radot, renebot de Pasteur i activista catòlic, no es limita només a l'espiritualisme, el teisme de Pasteur, sinó que sosté que Pasteur era bàsicament catòlic, encara que no anava a l'església regularment.
El 2004, Pasteur serveix com a suport moral a una causa de naturalesa diferent: el seu precedent es fa servir a l'Assemblea Nacional a favor de l'eutanàsia compassiva. Els informes de la Comissió, de Léon Daudet, alguns dels dinou russos tractats contra la ràbia per Pasteur van desenvolupar la malaltia i que, per evitar-los un sofriment terrible que hauria estat seguit d'una mort segura, se'ls va practicar l'eutanàsia amb el consentiment de Pasteur.
Hi va haver un moment en què un Pasteur practicant l'eutanàsia no era una cosa alegre d'exhibir: Axel Munthe, qui també havia explicat l'eutanàsia d'alguns dels russos mossegats a la versió original en anglès del seu llibre The Story of San Michele.

## Honors i avaluacions

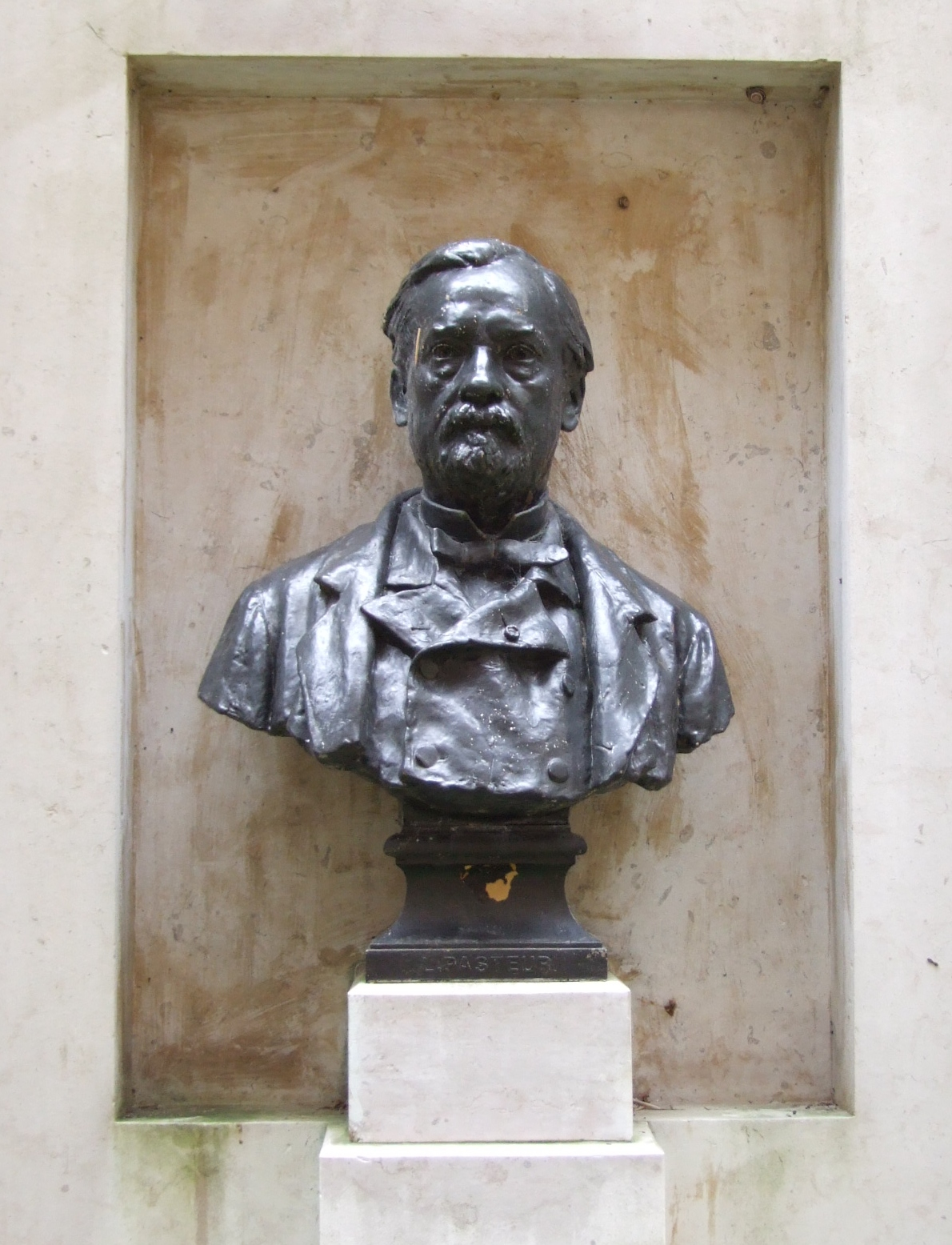
Bust de Pasteur a Dole

Pasteur guanyà la Medalla Leeuwenhoek, el més gran honor en microbiologia, el 1895.
Morí el 1895 prop de París de complicacions provocades per una sèrie d'atacs de feridura que l'havien començat a turmentar el 1868. El van enterrar a la Catedral de Notre Dame, però les seves restes es posaren aviat en una cripta a l'Institut Pasteur de París.
El mètode de Pasteur d'immunització era eficaç i era emprat per molts altres metges. Finalment van conduir a l'erradicació de les malalties del tifus i pòlio. La pasteurització duia a l'eliminació de llet contaminada i unes altres begudes com fonts de malaltia. De fet, Pasteur va inaugurar l'edat moderna dels medicaments, i va augmentar significativament la qualitat de la vida humana i una explosió demogràfica. D'acord amb això, se l'ha aclamat com el «pare de medicina moderna» i un «benefactor de la humanitat». Cràters a Mart Lluna són anomenats en el seu honor. En la cultura popular, Pasteur és el més gran científic francès. El 2011, el director francès Alain Brunard va fer un film Pasteur, l'homme qui a vu (‘Pasteur, l'home que ha vist’).

## Vegeu també

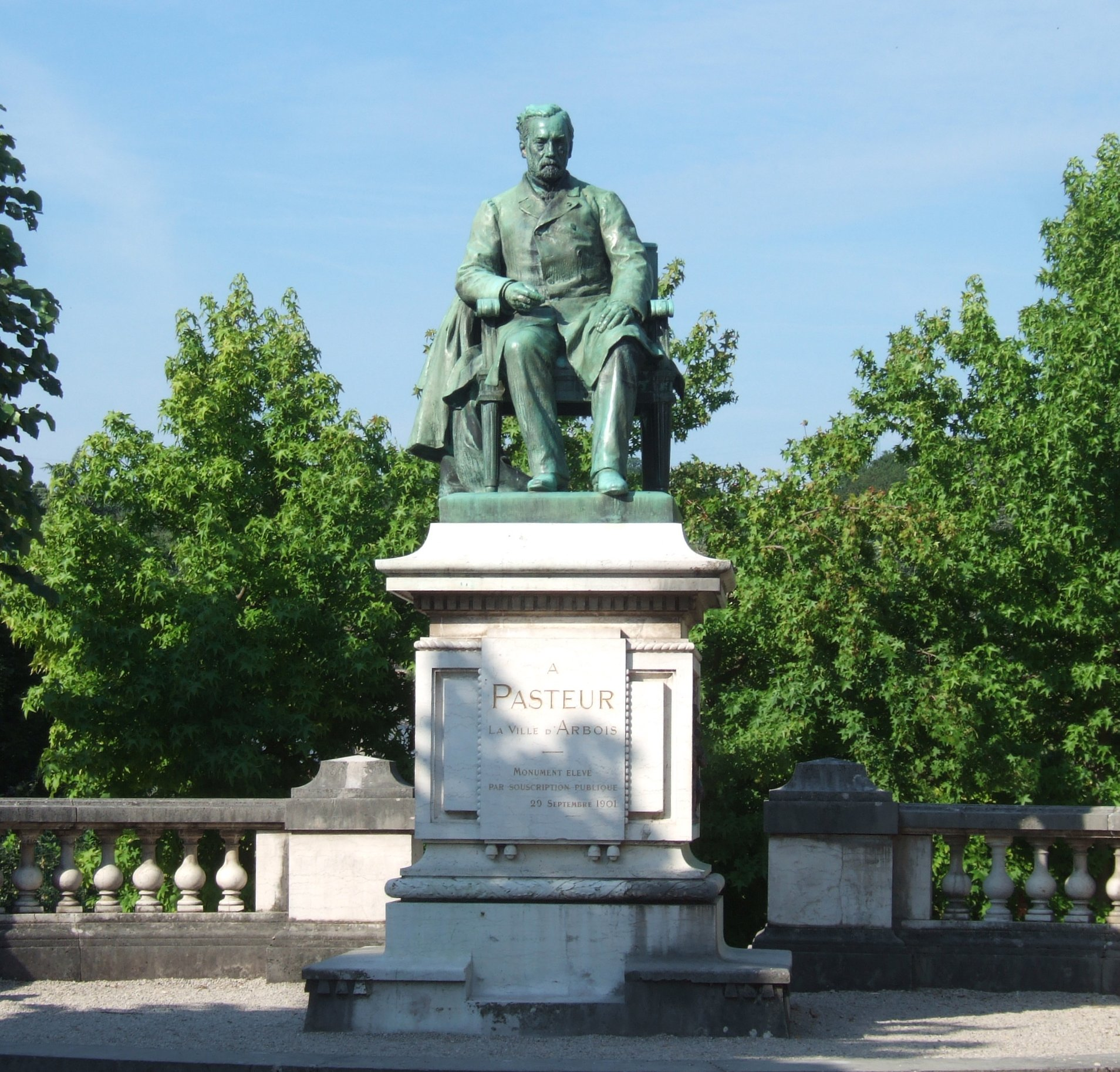
Monument a Pasteur, a la vila d'Arbois